# 洛迪 (密蘇里州)
洛迪（英語：Lodi）是位於美國密蘇里州韋恩縣的非建制地區。

## 歷史
洛迪的郵局自1892年營運至今。

## 地理
洛迪所處的海拔為高於海平面130米（即427英呎），而該地所採用的時區為UTC-6，即北美中部時區（CST）。同時該地設有夏令時間，為UTC-6調快一小時，即UTC-5（CDT）。